# Templo del Zorro
El templo del Zorro es un templo-observatorio construido en el año 2220 a. C. por una civilización preincaica o comprendida en el periodo precerámico desconocida, y que está ubicado en una colina del yacimiento arqueológico de Buena Vista, en el Valle del río Chillón, al norte de la ciudad de Lima, en el Perú.

## Descubrimiento
El templo fue descubierto hace décadas por Bernardino Ojeda, pero fue en junio de 2005 estudiado en profundidad por el estadounidense Robert Benfer, profesor de Antropología de la Universidad de Columbia en Misuri.

## Historia y características
El templo se denomina "del zorro" por el hallazgo de un grabado de un zorro situado en su entrada.
Se utilizaba para ceremonias, sacrificios y además, como observatorio astronómico, ya que su ubicación se ha relacionado con las constelaciones y con el culto al sol, cuyas conclusiones más tarde se utilizaban para la agricultura.

## Arquitectura
- Estructura: piramidal
- Dispone de 33 escalones.
- Secciones: cámara de las ofrendas, altar de sacrificios.
- Altura: 10 metros
- En la decoración son destacables una escultura de arcilla de una cara redondeada (¿representación solar?) flanqueada por dos animales y otra escultura tridimensional de un músico sentado que porta una concha marina a modo de instrumento, llamada Strombus.
- La fachada originalmente se pintó de blanco y roja.

## Conservación
Su estado de conservación es bastante bueno, ya que en la zona del hallazgo solo llueve una vez al año y además al estar semienterrado los saqueadores no pudieron acceder al monumento.
A fines de junio de 2015, un grupo de vándalos destruyó a pedradas la escultura del sol y los zorros.